# Indre Årnes
Indre Årnes est une localité du comté de Troms, en Norvège.

## Géographie
Administrativement, Indre Årnes fait partie de la kommune de Lenvik.
C'est un hameau rural situé à proximité des hameaux Indre Lysnes et Grunnvåg.